# Песколе (Авелино)
Песколе је насеље у Италији у округу Авелино, региону Кампанија.
Према процени из 2011. у насељу је живело 142 становника. Насеље се налази на надморској висини од 349 м.